# Pandawagufa
Pandawagupha (en népalais : पाण्डवगुफा) est un comité de développement villageois du Népal situé dans le district de Jumla. Au recensement de 2011, il comptait 3 819 habitants.